# Willington (Bedfordshire)
Willington – wieś w Anglii, w hrabstwie ceremonialnym Bedfordshire, w dystrykcie (unitary authority) Bedford. Leży 6 km na wschód od centrum miasta Bedford i 72 km na północ od centrum Londynu.